# العريش (تعز)
العريش هي إحدى قرى الجمهورية اليمنية. وهي تتبع جغرافيًا لمحافظة تعز. وإداريًا لمديرية موزع. يبلغ تعداد سكانها 4503 نسمة حسب الإحصاء الذي جرى عام 2004.